# Suno AI
Suno AI（あるいはSuno）は、ボーカルと楽器演奏を組み合わせたリアルな楽曲、あるいは楽器演奏のみの曲を作成するように設計された、音楽生成AIである。Sunoは、ウェブ版の公開とMicrosoft Copilotのプラグインとしての提供を含むMicrosoftとの提携の後、2023年12月20日から広く利用可能になった。

## 歴史
Sunoは、Michael Shulman、Georg Kucsko、Martin Camacho、Keenan Freybergの4名によって設立された。彼らは全員、マサチューセッツ州ケンブリッジで自社を設立する前は、AIスタートアップ企業であるKenshoに勤務していた。
2023年4月、SunoはMITライセンスの下、GitHubとHugging Faceで「Bark」と呼ばれるオープンソースのテキスト音声合成および音声モデルを公開した。2024年3月21日、Sunoは全ユーザー向けにv3バージョンをリリースした。この新バージョンでは、無料アカウントで4分間の楽曲を制限付きで作成できる。ユーザーは月額または年額の有料プランに登録することで、より多くの機能を利用できる。
2024年7月1日、Sunoのモバイルアプリがリリースされた。
2024年11月19日、SunoはAI歌曲モデルプログラム以前のV3からV4にアップグレードした。高品質のオーディオを作成したり、プログラムを使用してカスタムソングの歌詞を書いたり、以前にV3プログラムで作成された曲をリマスターしたりできるが、現在はサブスクリプションサービスでのみ利用できる。

## 法的問題
2024年6月、アメリカレコード協会（RIAA）が主導する訴訟が、SunoとUdioに対して起こされた。この訴訟は、著作権で保護された録音物の広範な侵害を主張するもので、両社が著作権で保護された音楽を使用して学習することを禁じ、さらに既に発生した侵害に対して1作品あたり最大15万ドルの損害賠償を求めている。